# 击鞠

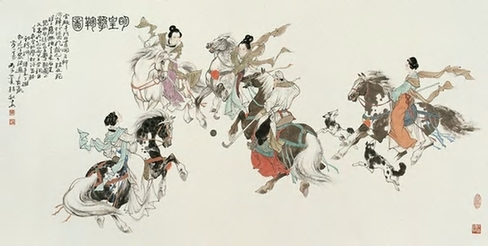
明皇击鞠图

击鞠亦称打毬或者击毬，是東亞傳統的马球，起源年代不详，但在漢魏時期開始有文字紀錄，在唐代盛行，唐朝首都长安設有宽大的球场，唐玄宗和唐敬宗等皇帝均喜愛之。比赛双方各为10人，游戏者必须乘坐于马上以球杆击球，以击球入门来得分。击鞠所用的球有拳头大小，球体的中间被掏空，制球的原料是一种质地轻巧且柔韧的木材，球的外面还雕有精致花纹。
唐代之後，不論是在北方的辽朝、金朝，或者是南方的宋朝，击鞠活動仍然十分風行。至明代，马球仍流行，《续文献通考·乐考》记载明成祖曾数次往东苑击球。明《宣宗行乐图》长卷中绘有明宣宗赏马球之场面。

## 争议
关于击鞠的起源，有学者认为击鞠是在唐代由波斯（今伊朗）传至吐蕃（今西藏地区），尔后才于中原地区流行的。亦有学者认为击鞠是古代中国人自创的。在中国古文献中，“击鞠”一词最早出现于曹植所著《名都篇》中。由此可以推断击鞠于东汉时期就已经出现。